# Åtorps postkontor

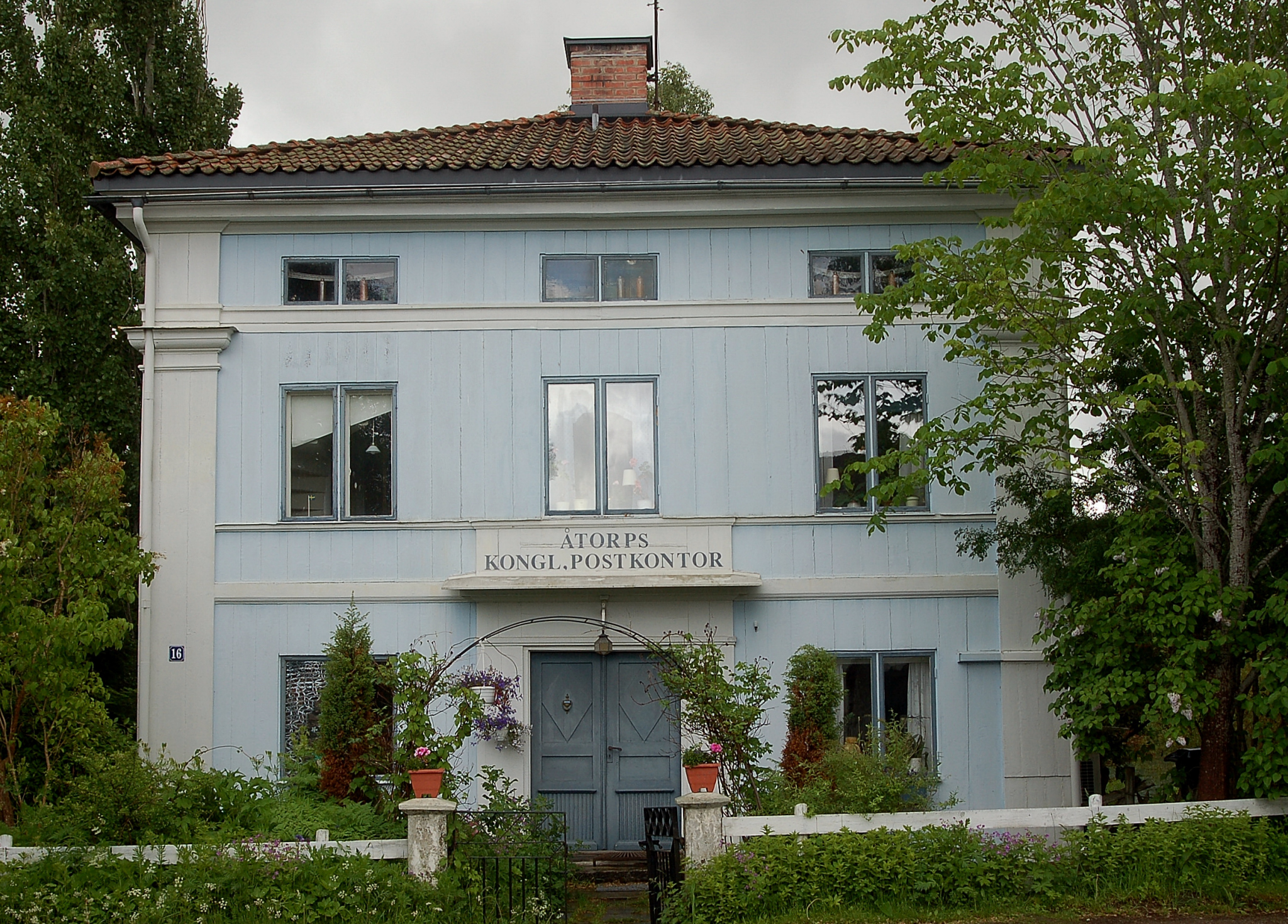
Postkontoret, 2010, med inskriptionen "ÅTORPS KONGL. POSTKONTOR".

Åtorps postkontor är ett före detta postkontor i samhället Åtorp, söder om Degerfors. Postkontoret öppnade 1836 vid Åtorps gästgivaregård.